# رامون بلانكو رودريغيز
رامون بلانكو رودريغيز (بالإسبانية: Ramón Blanco Rodríguez)‏ (20 فبراير 1952 في إسبانيا - 9 مايو 2013 في إسبانيا) هو مدرب كرة قدم ولاعب كرة قدم إسباني في مركز الوسط. لعب مع راسينغ كلوب بورتوينسي وريال بيتيس وريال مايوركا وريكرياتيفو ونادي قادش وأتلتيكو سانلوكينو وChiclana CF ‏ وسبورتيفو إيطاليانو ‏.

## وصلات خارجية
- رامون بلانكو رودريغيز على موقع قاعدة بيانات كرة القدم.إي يو (الإنجليزية)